# Biopaliwa drugiej generacji
Biopaliwa drugiej generacji – wszelkiego rodzaju biopaliwa otrzymywane z materiałów, które nie stanowią żadnej konkurencji dla żywności. Biopaliwami drugiej generacji są przede wszystkim materiały pochodzenia drzewnego, słoma i inne odpady z produkcji rolnej. Do biopaliw drugiej generacji zaliczamy m.in.:
- biowodór,
- syntetyczne biopaliwa otrzymywane z biomasy za pomocą zgazowania i syntezy Fischera-Tropscha,
- metanol z biomasy,
- biodiesel z olejów niepochodzących z roślin, dających się wykorzystać jako żywność np. jatrofa przeczyszczajaca.

W 2013 roku naukowcy University of Georgia opracowali również metodę produkcji związków organicznych, w tym także prekursorów paliw, przy pomocy ciepłolubnej bakterii Pyrococcus furiosus, która wytwarza je bezpośrednio z atmosferycznego CO2.